# Cimetière militaire de Duisans
Le cimetière militaire de Duisans, en anglais Duisans British Cemetery, est un cimetière militaire de la Première Guerre mondiale, situé sur le territoire de la commune d'Étrun, dans le département du Pas-de-Calais, à l'ouest d'Arras.

## Localisation
Ce cimetière est situé à 2 km à l'ouest du village, en bordure de la route départementale D 339, à la limite du terroir de Duisans.

## Histoire

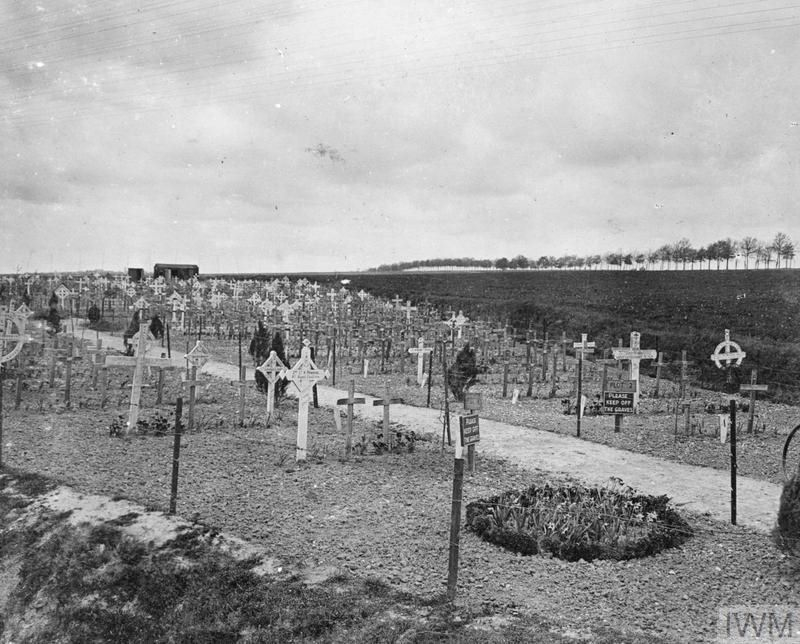
Le cimetière de Duisans en 1919.

Aux mains des Allemands depuis fin août 1914, le secteur autour d'Etrun et de Duisans fut occupé par les forces du Commonwealth à partir de mars 1916, mais ce n'est qu'en février 1917 que le site de ce cimetière fut choisi. Les premières inhumations ont eu lieu en mars et à partir de début avril, le cimetière s'est agrandi très rapidement. 
La plupart des tombes sont liées à la bataille d'Arras d'avril 1917 et à la guerre de tranchées qui a suivi. De mai à août 1918, le cimetière a été utilisé par les divisions et les petites unités combattantes pour les inhumation de la ligne de front. 
Il y a maintenant 3 206 militaires du Commonwealth de la Première Guerre mondiale enterrés ou commémorés au cimetière britannique de Duisans. Il y a aussi 82 sépultures de guerre allemandes.

## Caractéristiques
Ce cimetière a un plan triangulaire isocèle de 100 m sur 50. Il a été conçu par Reginald Blomfield.

## Galerie

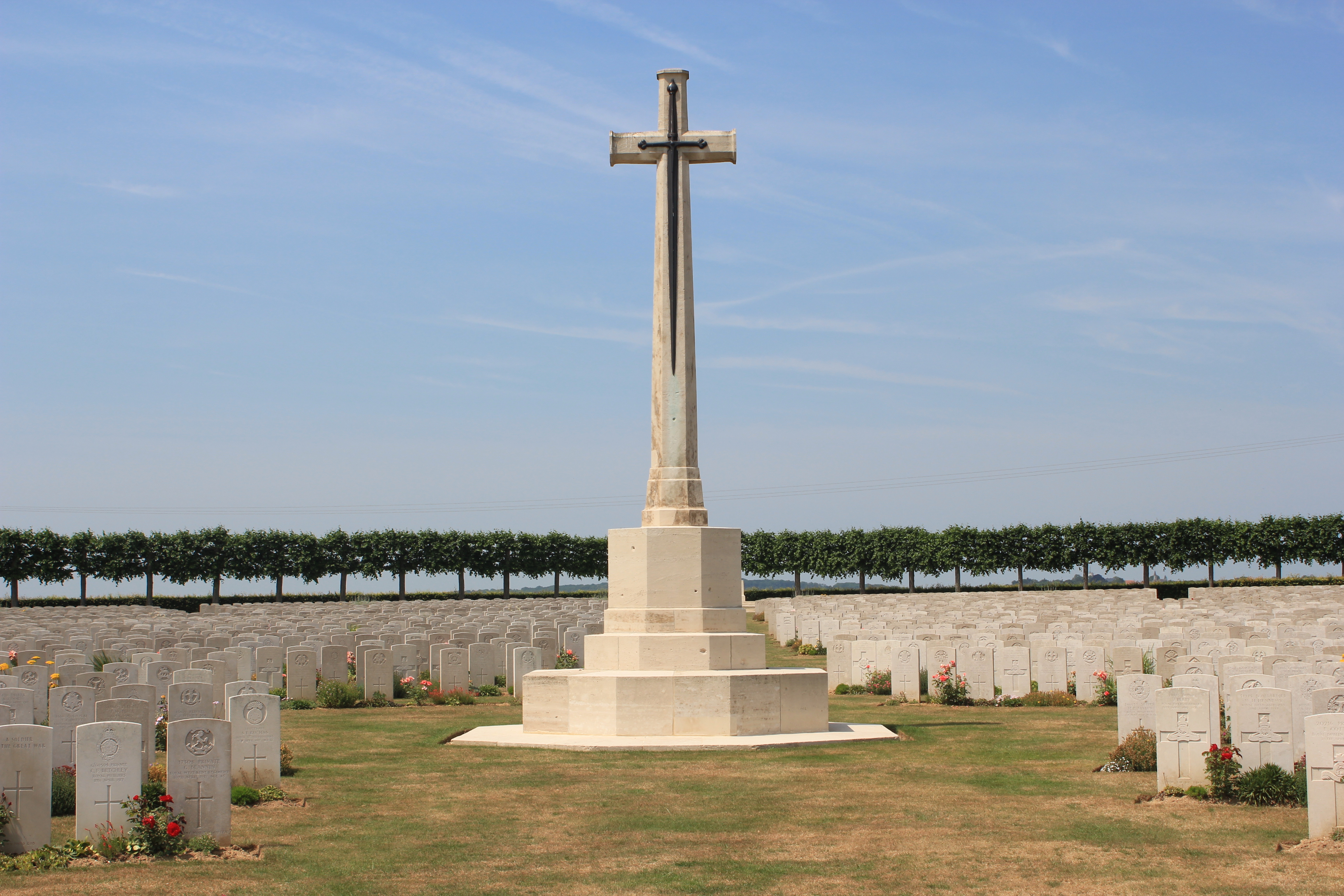
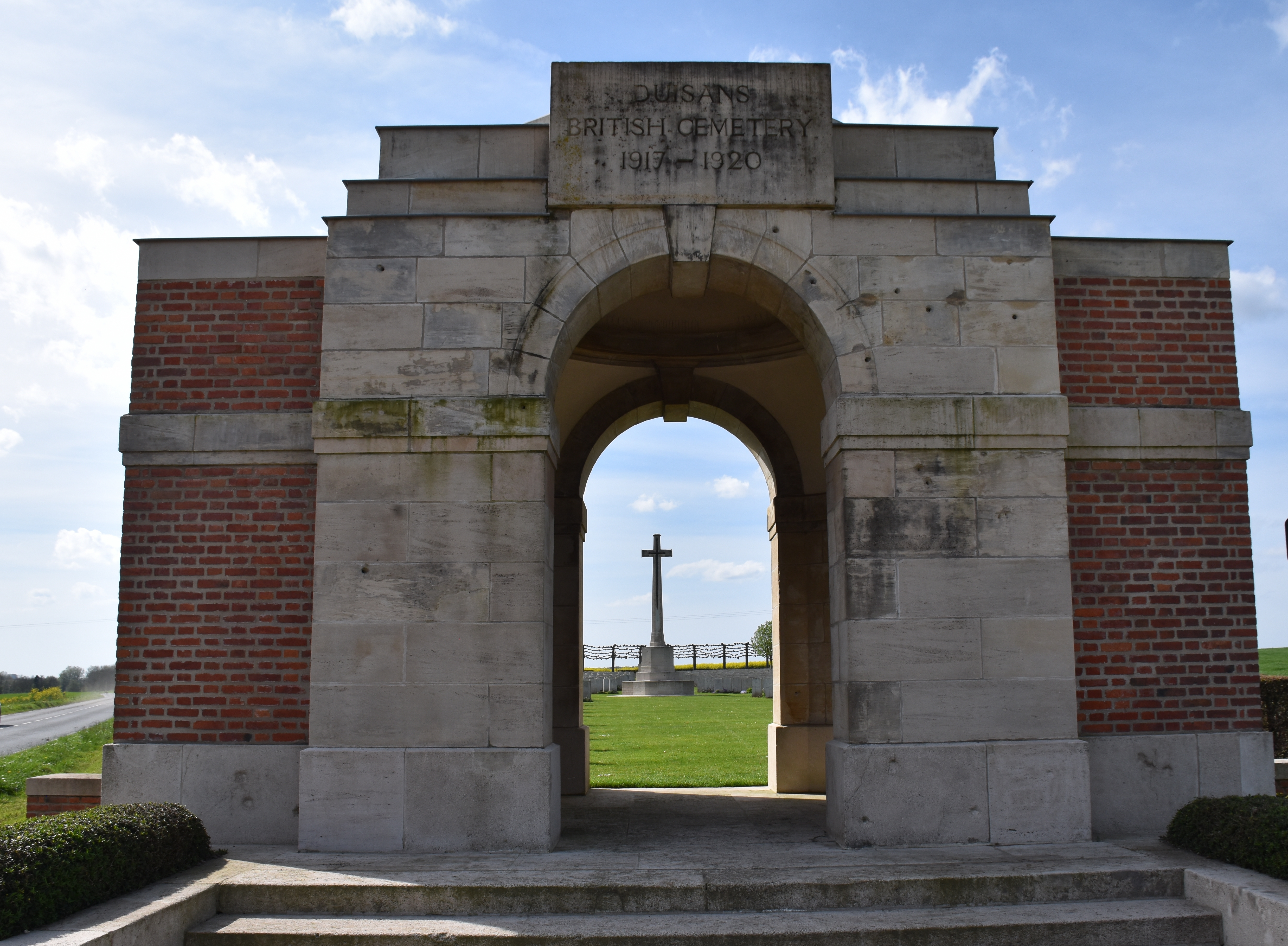
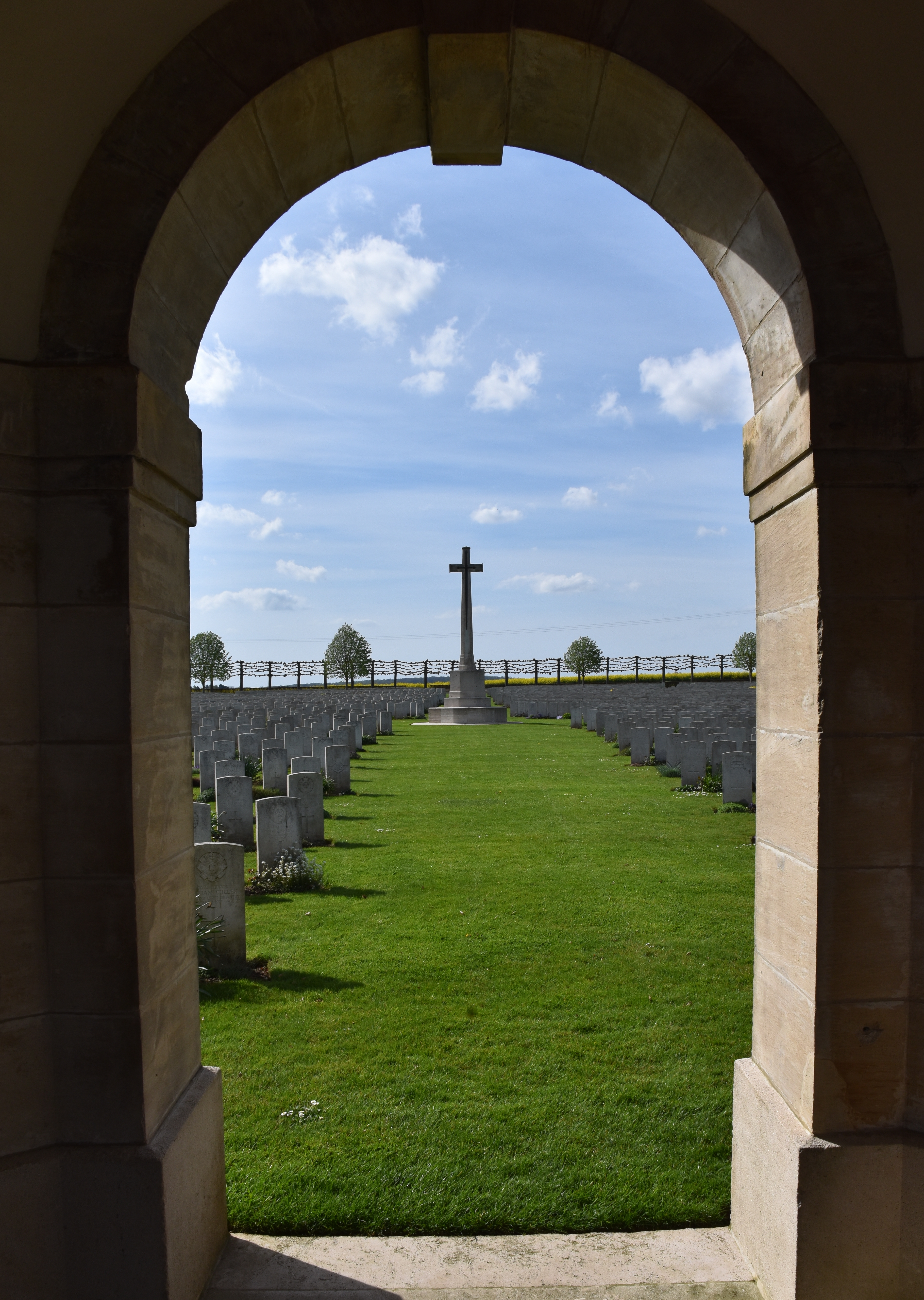
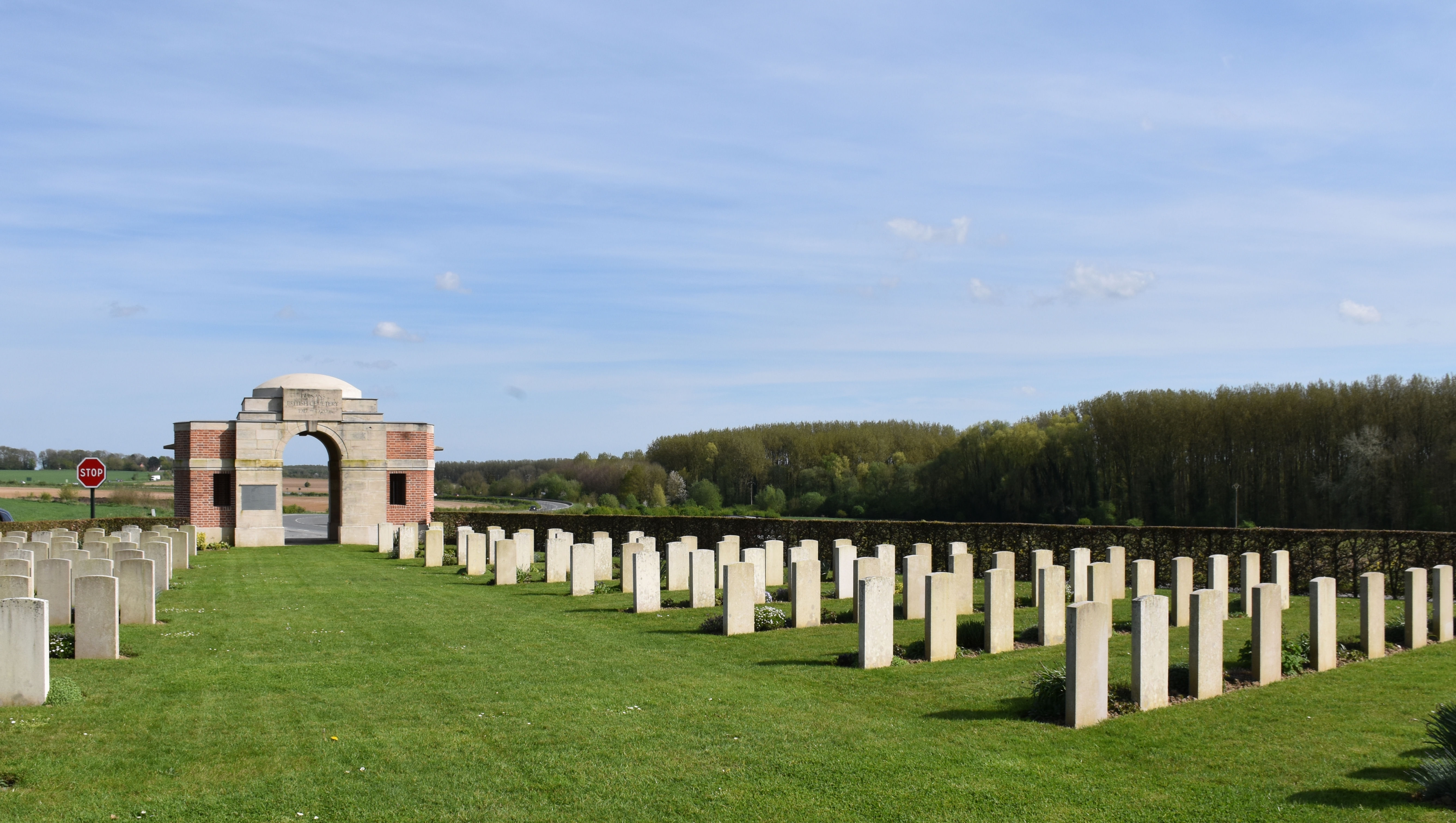
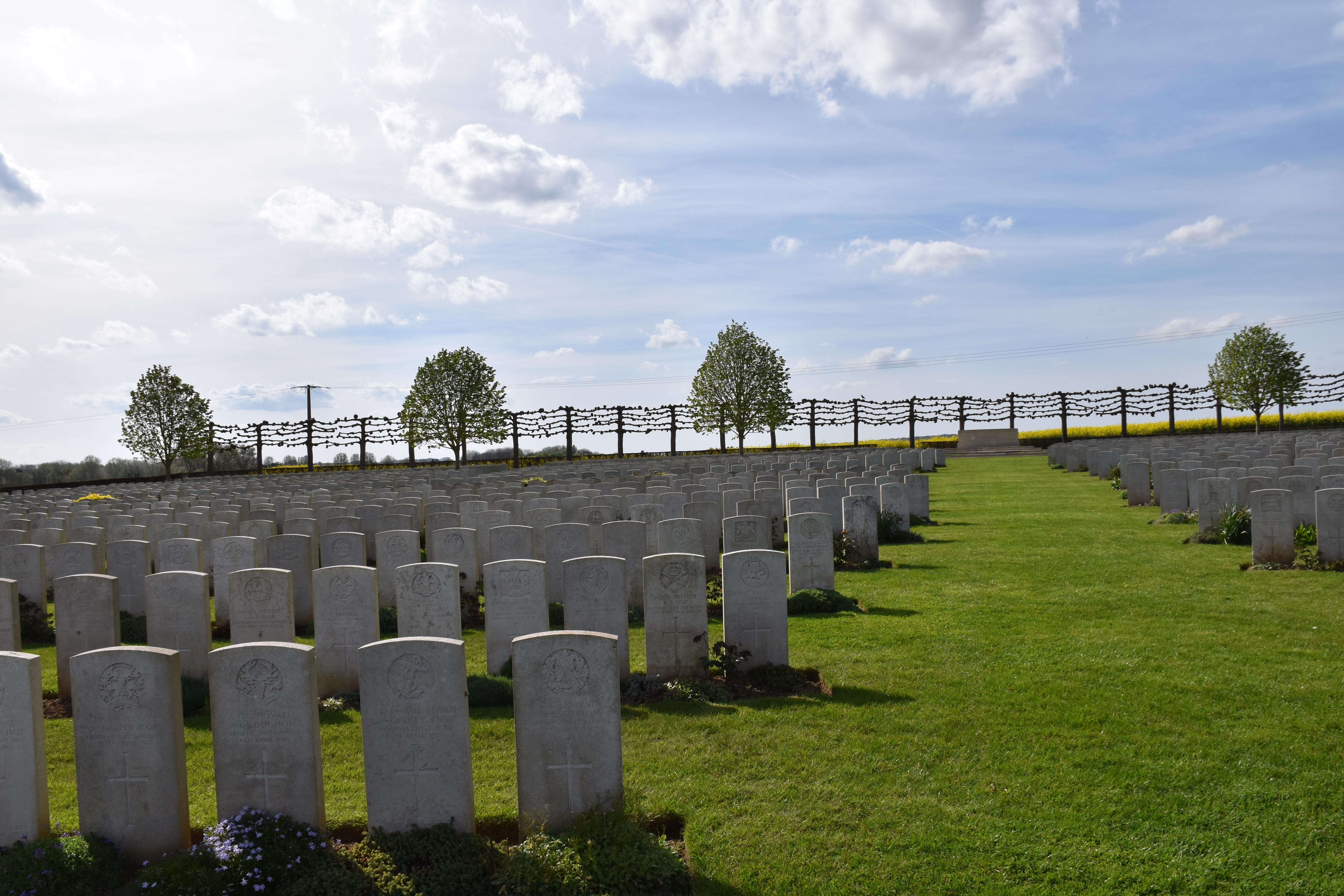
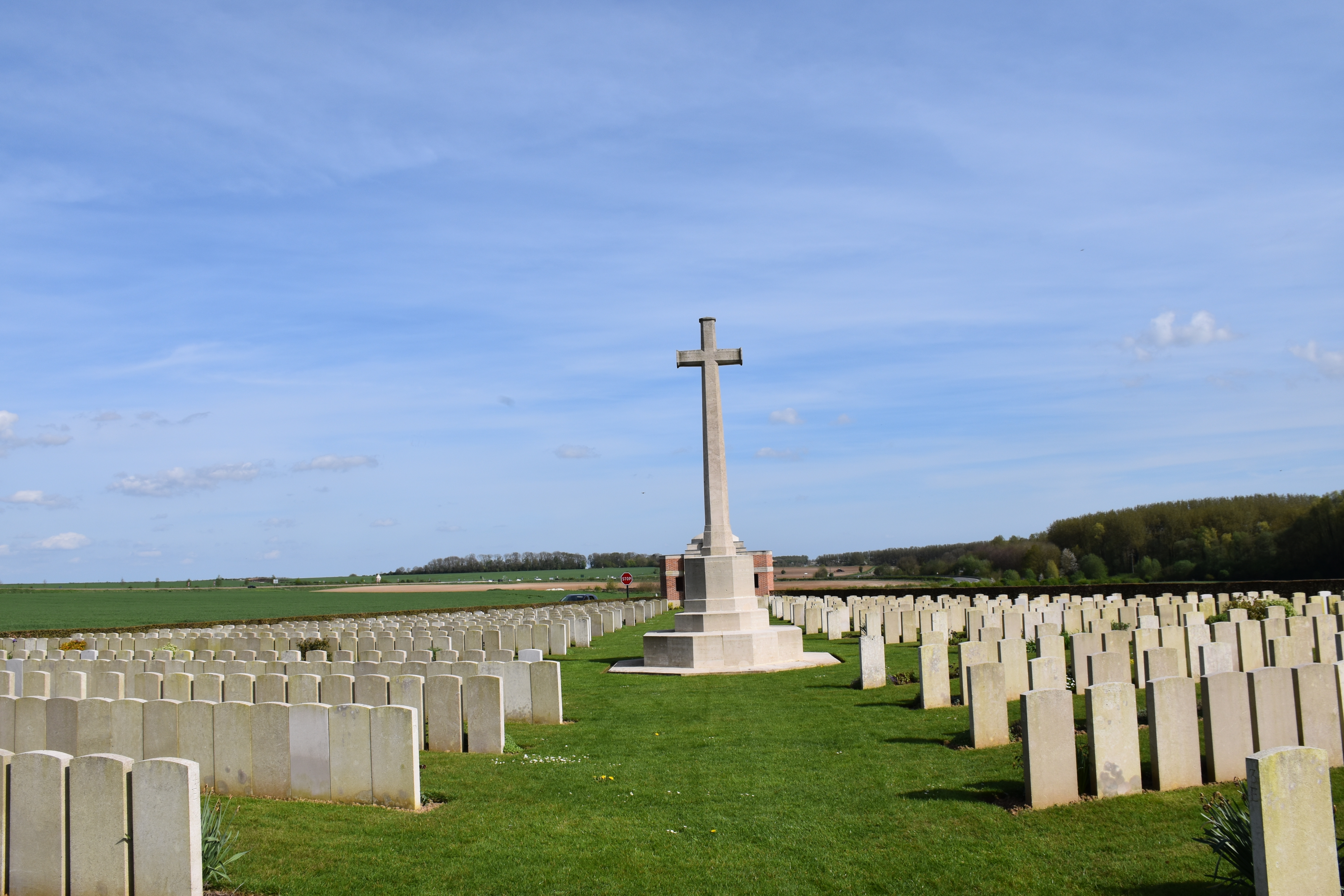

## Sépultures
| Pays             | Sépultures |
| ---------------- | ---------- |
| Royaume-Uni      | 2 864      |
| Canada           | 320        |
| Allemagne        | 82         |
| Australie        | 7          |
| Nouvelle-Zélande | 7          |
| Afrique du Sud   | 5          |
| Inde britannique | 3          |
| Total            | 3 288      |

## Pour approfondir